# 大营盘乡
大营盘乡，是中华人民共和国河北省张家口尚义县下辖的一个乡镇级行政单位。

## 行政区划
大营盘乡下辖以下地区：
大营盘村、王条卜村、十二号村、六十庄村、程家村和蒙古营村。